# 中森友香
中森 友香（なかもり ゆか、1975年3月2日 - ）は、日本の女優、タレント。
神奈川県横浜市港北区出身。元ヴィズミックスター所属。身長160cm。血液型A型。

## 来歴
18歳の時スカウトされ、1994年雑誌の"27代目ミスアップトゥボーイ"に選ばれて芸能界デビュー。以降、バラエティー番組「王様のブランチ」の初代リポーターとして活躍。
また、芸能界でも屈指のサッカーファンとしても知られ、「ワールドサッカーダイジェスト」誌にて「中森友香のフットサルやろうよ」を連載。日本におけるフットサル普及にも貢献した。テレビ朝日系列のサッカー番組「やべっちFC」では初代アシスタントとして1年間出演し、2002年W杯の報道にも関わった。
2008年7月10日出演の「おもいッきりイイ!!テレビ」で結婚を報告、2010年1月10日付の本人ウェブログで妊娠を公表した。同年5月27日付の本人ウェブログで、5月26日に男児を出産した事を報告している。

## エピソード
- Jリーグでは、出身地の横浜市港北区にある横浜国際総合競技場（日産スタジアム）を本拠地とする横浜F・マリノスを応援していると公表している。

## 出演

### テレビドラマ
- 湘南リバプール学院 （フジテレビ、1995年）
- 終らない夏 （日本テレビ、1995年）
- 名探偵 明智小五郎 暗黒星（フジテレビ、1996年） - 伊志田鞠子 役
- あぐり （NHK、1997年）
- 木綿のハンカチ〜ライトウインズ物語2（NHK、1998年）
- はぐれ刑事純情派（2000年） ‐ 大浦泉 役
- 五瓣の椿（NHK、2001年）- おこよ 役

### テレビ
- 王様のブランチ（TBSテレビ、1996年4月-1997年3月）
- 週刊地球TV（テレビ朝日）
- サイエンスアイ（NHK教育）
- クイズ!紳助くん（朝日放送）
- 特命リサーチ200X（日本テレビ）
- やべっちFC〜日本サッカー応援宣言〜（テレビ朝日、2002年4月-2003年3月）
- 銭形金太郎（テレビ朝日）
- とんねるずのみなさんのおかげでした(フジテレビ)-ねるとん企画
- ナイナイナ（テレビ朝日）
- 特捜!芸能ポリスくん（TBS）
- 一攫千金!日本ルー列島（フジテレビ、2008年9月12日）
- ラジかるッ（日本テレビ、2008年10月14日）
- 夢の扉 〜NEXT DOOR〜（TBS、2008年11月30日、2009年3月15日、5月24日、11月1日）
- 踊る!さんま御殿!!（日本テレビ、1997年10月28日、2009年10月13日）
- 家電's Walker（BS11）

### オリジナルビデオ
- ツッパリ・ハイ・スクール4 広島代理戦争（1995年）
- はいすくーる・ゴーストバスターズ（1995年）

### ラジオ
- スッピン・マンデー（1998年10月-1999年3月、FM東京）

### CM
- 公営企業金融公庫
- 東京商科学院
- 森永製菓・ICE BOX
- 牛乳石鹸・エデン

### その他
- うわさの!わいわいRADIO! - ファミリーマート店内放送DJ

### 写真集
- Within Heart（1995年5月29日、音楽専科社）
- PHOTO FLOPPS Vol.3（1995年9月30日、DOME Inc.）※PC用フロッピーディスク
- Siesta（1995年12月15日、スコラ）
- Coral（1996年11月20日、英知出版）
- SILHOUETTE（1998年4月15日、ワニブックス）

### 雑誌
- デラべっぴん No.113（1995年4月号、英知出版）表紙

### ビデオ
- 可愛い過ぎ・・・（1995年6月30日、笠倉出版社）
- 美少女ファイル15 Chuしよ（1995年12月10日、芳友メディアプロデュース）
- Final Beauty（1996年4月20日、竹書房）